# Cabezabellosa de la Calzada
Cabezabellosa de la Calzada est une commune de la province de Salamanque dans la communauté autonome de Castille-et-León en Espagne.